# Mursia hawaiiensis
Mursia hawaiiensis är en kräftdjursart som beskrevs av M. J. Rathbun 1893. Mursia hawaiiensis ingår i släktet Mursia och familjen Calappidae. Inga underarter finns listade i Catalogue of Life.